# MSC Mambas
Der Mendener Skater Club Mambas e. V. ist ein Inline-Skaterhockey-Verein aus Menden (Sauerland), der nach der Giftschlangengattung Mambas benannt ist. Der Verein wurde 1995 gegründet. Er verfügt über sieben Mannschaften und ist somit in allen Altersklassen vertreten.

## Mannschaften

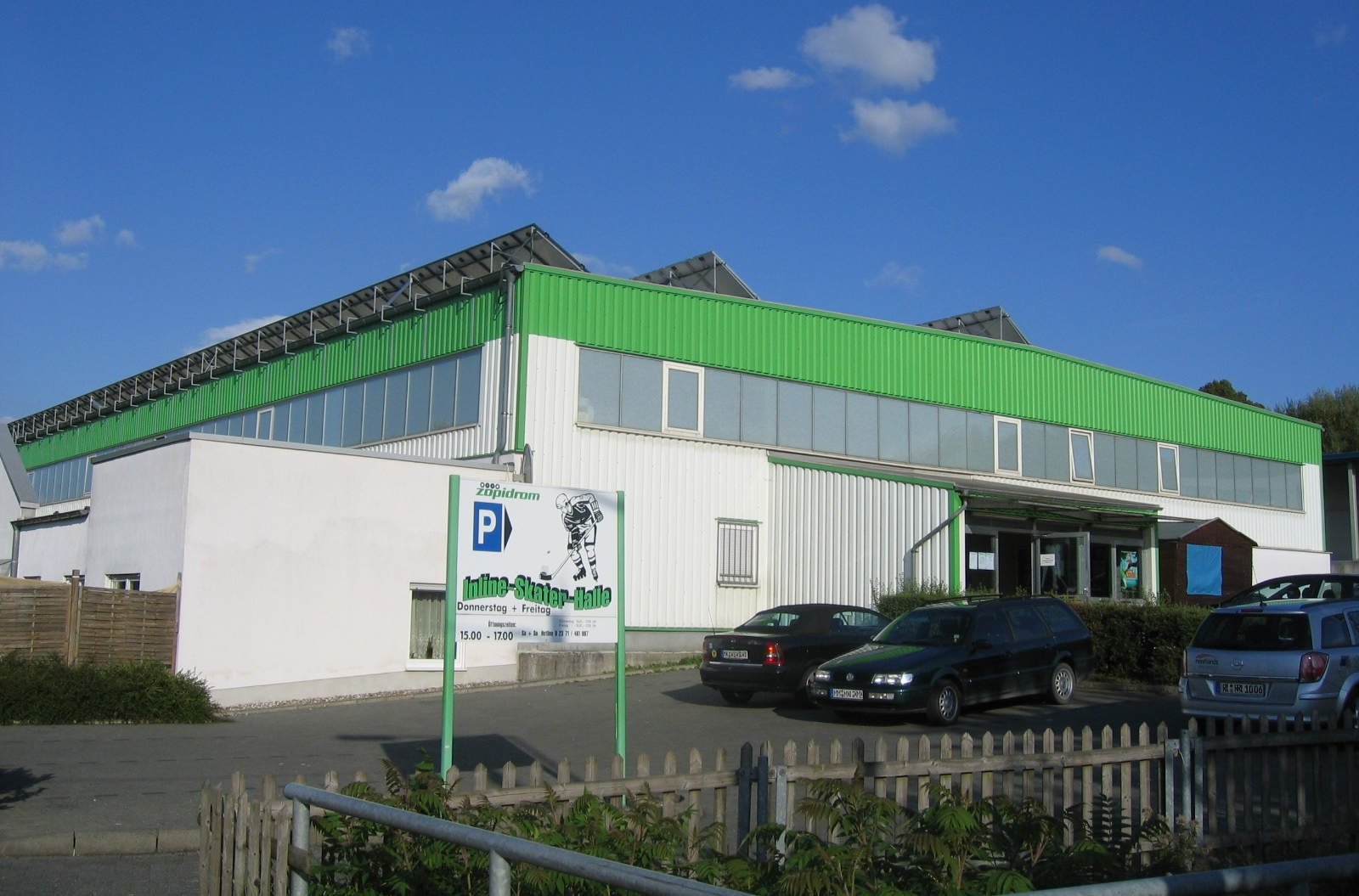
Zöpnekhalle

Die Inline-Skaterhockey-Mannschaften nehmen am Spielbetrieb der ISHD teil.

### 1.Herren
Im Jahre 2006 schaffte die 1. Herrenmannschaft den Wiederaufstieg in die 1. Bundesliga Nord. Nach einer erfolgreichen Saison in der 2. Bundesliga, standen die Mambas auf dem zweiten Platz. In der Relegation konnten sich die Mambas gegen die Langenfeld Devils durchsetzen, diese mussten dann den Weg in die 2. BLS antreten, die Mambas stiegen nach zweijähriger Abwesenheit wieder in die 1. BLN auf. Dort sicherten sie sich 2010 mit dem sechsten Platz den Klassenerhalt. 2012 startet das Team in der 2. Bundesliga Nord.

### Damen
Die Mambas haben eine erfolgreiche Damenmannschaft, die im Jahr 2006 Deutscher Vize-Meister wurde. Die Mannschaft ist in der ersten Damenliga aktiv. Außerdem waren sie 2006 international beim Damen-Europa-Cup erfolgreich. Sie erreichten den 2. Platz hinter den Vesterbro Starz.
2007 erreichten die Damen den 3. Platz beim Damen Europa-Cup in Lugano (CH). Sie schieden im Halbfinale gegen die Vesterbro Starz aus, holten aber gegen die Düsseldorf Rams im Spiel um Platz 3 den 3. Platz.
In der Saison 2007 wurden die MSC-Damen dann zum ersten Mal in der Vereinsgeschichte Deutscher Meister. In den beiden Finalspielen gegen Bochum setzten sie sich mit 2:5(A) und 5:3(H) durch.
2008, 2009 und 2010 folgten die nächsten Meisterschaften. Dies war die Erfolgreichste Zeit der Mambas Damen. In diesen Jahren reichte es aber nie Deutscher Pokalsieger zu werden. 2009 und 2010 stand man zwar im Finale, doch verlor dieses.
Erst 2015 konnten die Mambas Damen sich zum ersten Mal als Pokalsiegerinnen bezeichnen.
2014 und 2015 erreichten die Damen jeweils das Playoff Finale um die Deutsche Meisterschaft. Allerdings reichte es in beiden Jahren nicht zum Titelgewinn.
2018 stand man wie so oft im Finale um den Deutschen Pokal. Doch leider reichte es in Oberhausen dafür nicht. Die Damen verloren gegen die Langenfeld Devils mit 1:8.
Erst 2019 konnten die Damen wieder jubeln. Mit den „jungen Wilden“ konnte die Deutsche Meisterschaft erreicht werden, wo sich die neue Mambas-Damengeneration gegen die Duisburg Ducks durchsetze. Im selben Jahr erreichte diese Mannschaft zudem das Finale beim Europapokal in Dänemark, das allerdings mit 2:3 gegen den Gastgeber verloren ging.
Nachdem 2020 keine Saison gespielt wurde, gelang es den „jungen Wilden“" 2021 den Europapokal mit nach Hause zu nehmen. In Berlin gewannen sie alle Spiele und holten zum ersten Mal den Europapokal nach Menden. Im Finale schlugen sie die Duisburg Ducks mit 4:1.

### Junioren
Der Verein hat eine Juniorenmannschaft, die 2006 gegründet wurde und in der 2. JLWA aktiv ist.

### Jugendförderung
Der Verein fördert den Nachwuchs. In allen Altersklassen sind die Mambas mit jeweils einer Mannschaft vertreten. 

### Streethockey
Seit der Saison 2006/2007 verfügen die Mambas darüber hinaus über eine Streethockey-Abteilung, welche unter dem Titel MSC Shadow Warriors in der 1. Liga NRW ins Rennen geht.

### Training
Der Verein trainiert und spielt in der Zöpnekhalle in Sümmern.